# Тихомирова, Елена Владимировна
Еле́на Влади́мировна Тихоми́рова (в замужестве Ма́дден, в последние годы часто пользуется псевдонимом-акронимом, образованным от первых двух букв обеих фамилий, — Елена Ти́ма; род. 1962) — российский и немецкий литературовед, историк литературы, литературный критик, публицист, писатель; консультант по детскому многоязычию.

## Биография
Елена Тихомирова родилась в 1962 году.
В 1984 году окончила Ивановский государственный университет, в 1988 году — аспирантуру Ленинградского государственного университета и Института русской литературы Академии наук СССР. Доктор филологических наук (2000).
В 2004 году иммигрировала в Германию. Работала редактором в телевизионной редакции Deutsche Welle, руководила молодёжным центром «Шалаш», работала в частной гимназии имени Гёте. Консультант по детскому многоязычию. Создала мастерские Palmstudio, Trickfilmlabor, AniMalstudio. Автор нескольких десятков видео- и анимационных проектов и двух фильмов, участвовавших в фестивальных показах.

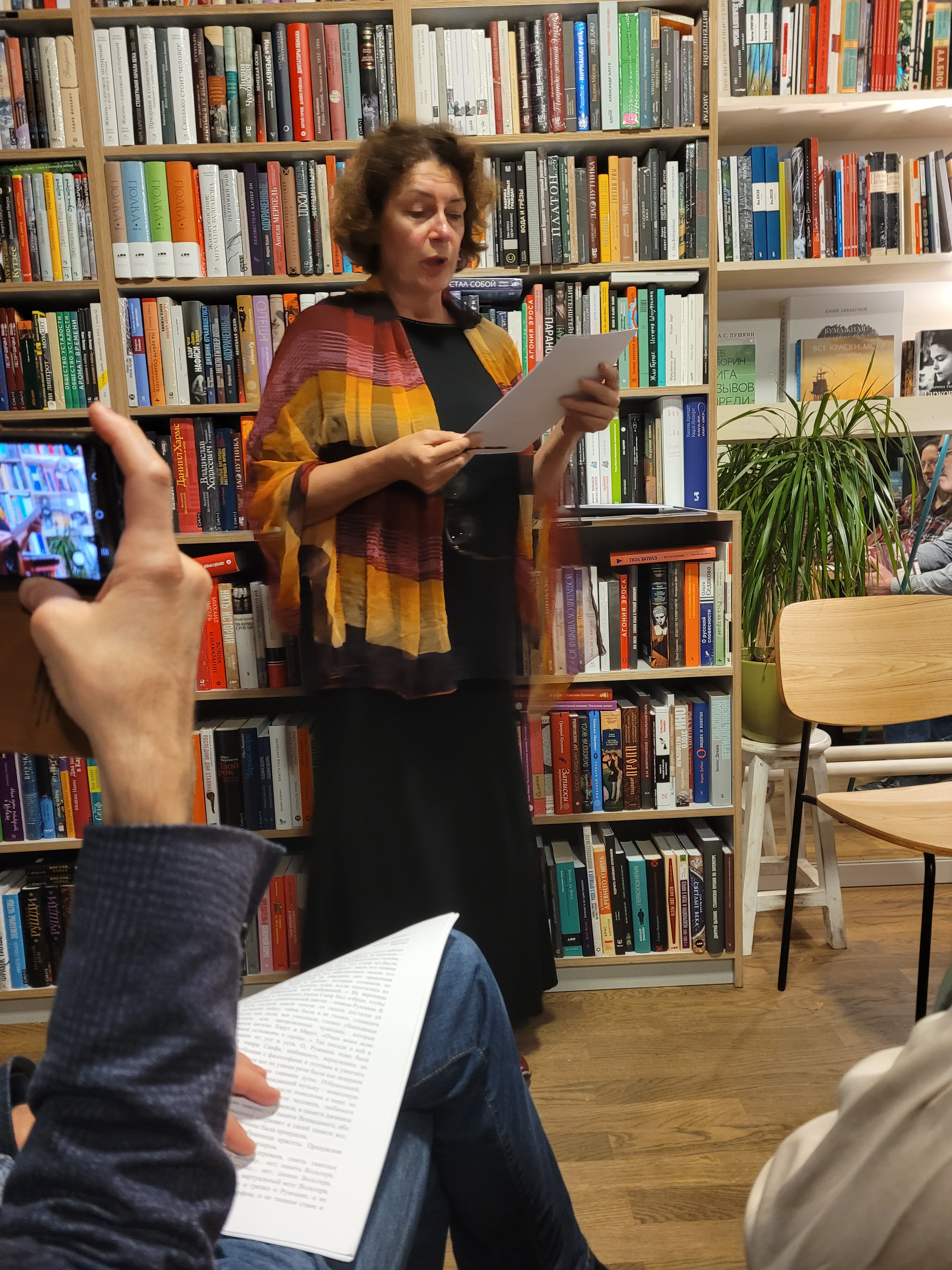
Елена Тима на презентации сборника немецких русскоязычных писателей «Берлин без маски» 25 сентября 2024 года в магазине Babel Books Berlin. Слева — рука со смартфоном Ильдара Харисова.

Публиковалась как историк русской литературы в научных сборниках, как критик, эссеист и прозаик в журналах «Знамя», «Новый мир», «Октябрь», «Новое литературное обозрение», «Русский журнал», «Новый журнал», «Футурум АРТ», «Дети Ра», «Топос», «Студия», «Берлин.Берега», «Четвёртая волна», «Драгоманъ Петровъ», Textura, «Партнёр» и др. Одна из публикаций — «Визуальные трилингвы» в журнале «Черновик».
Автор пяти книг, в том числе двухтомной монографии о современной прозе русского зарубежья и России и справочника Russische zeitgenoessische Schriftsteller in Deutschland («Современные русские писатели в Германии»).
Публикуется под псевдонимами Елена Тима, Елена Мадден, Е. О’Морфи, Селена Тик, Тим Штиллер.
Живет в Берлине.

## Участие в творческих и общественных организациях
- Член (с 2009), секретарь (с 2022) Содружества русскоязычных литераторов Германии (СЛоГ)[2]